# 이슬람채권법
이슬람채권법이란 이슬람채권에 세제혜택을 주는 조세특례제한법 개정안을 말한다. 수쿠크법이라고도 한다.
이슬람채권의 수익도 일반 외화표시채권과 같이 소득세·법인세를 면제하는 것을 골자로 2009년 9월 정기국회에 제출되었다.
이를 두고 기획재정부와 개신교가 대립해왔는데, 2011년 2월 현재 민주당의 반대가 가세되고 있다.
이슬람채권에 대해 세금 혜택을 주는 비 이슬람 국가로는 영국, 싱가포르, 아일랜드가 있으며, 도입을 준비하거나 특수성을 인정하는 국가로는 일본, 프랑스, 미국 등이 있다.

## 같이 보기
- 수쿠크